# Ansamblul urbanistic Palas
Palas este un complex urbanistic situat în zona Centrului Civic al municipiului Iași, în imediata apropiere a Palatului Culturii. Proiectul a fost dezvoltat în parteneriat public-privat de către Iulius Group și Consiliul Local Iași. Ansamblul, inaugurat în anul 2012, se întinde pe o suprafață de 270.000 mp și a costat în jur de 265 de milioane de euro, fiind, la momentul construirii, cea mai mare investiție imobiliară din afara Bucureștiului.

## Palas Mall

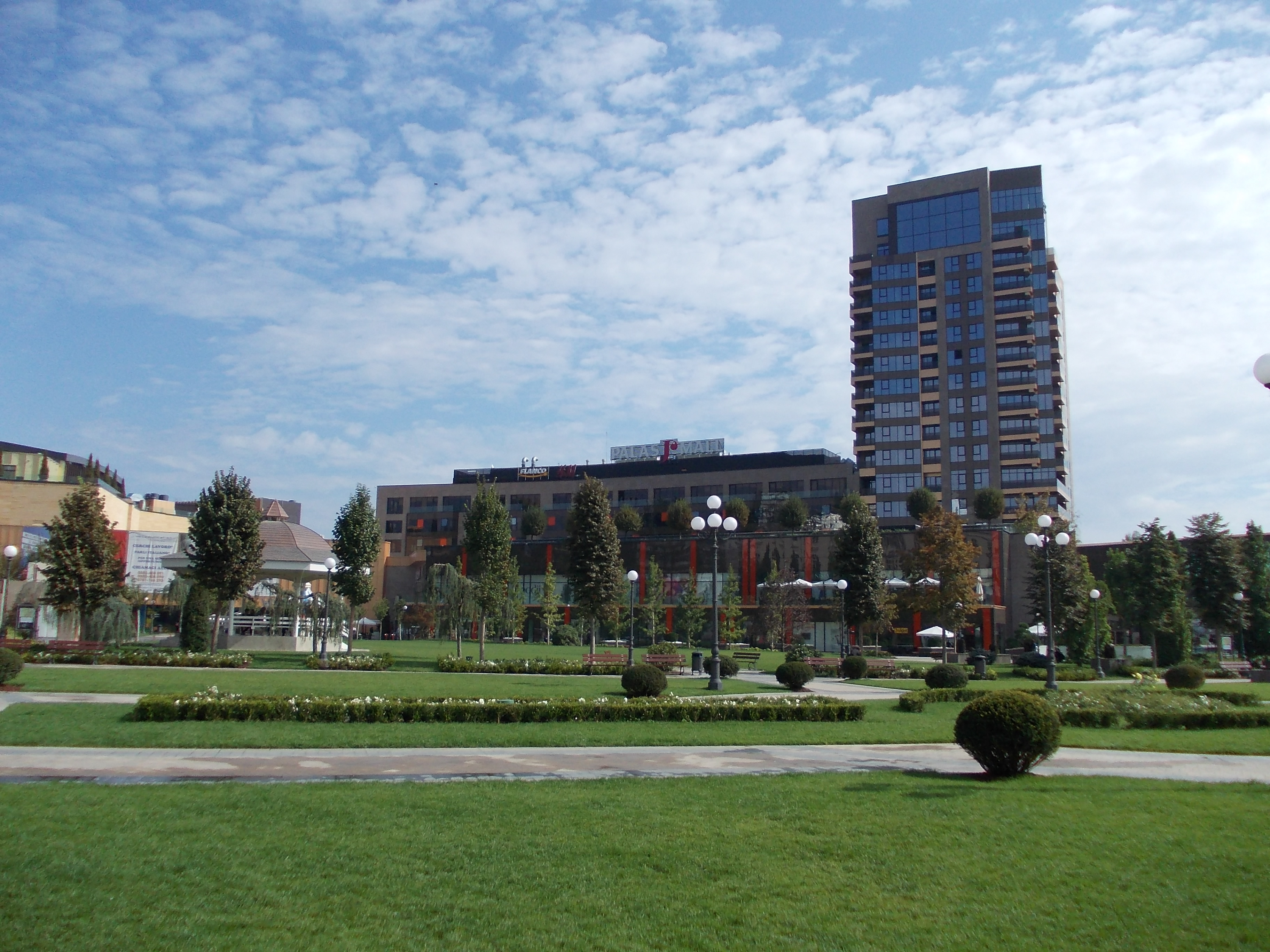
Palas Mall

Palas Mall se întinde pe o suprafață de 62.000 mp ce cuprinde magazine și restaurante precum: Cărturești, H&M, Massimo Dutti, Tommy Hilfiger, Camaieu, LC Waikiki, Douglas, Humanic, Hervis, L'Occitane, Subway, Prisma Tour, Gregory’s, Zara, Bershka, Stradivarius, Pull&Bear, Oysho, C&A, Sephora, Stefanel, Ecco, Motivi, Intersport, Levi’s, Colin’s, KFC cu drive through, Carturesti, Noriel, CCC, iStyle, Telekom, Orange, Vodafone, McDonald's, Pizza Hut, Subway etc. De asemenea, se găsesc o zonă de petrecere a timpului liber și recreere, un food-court, un hipermarket Auchan.

## United Business Center

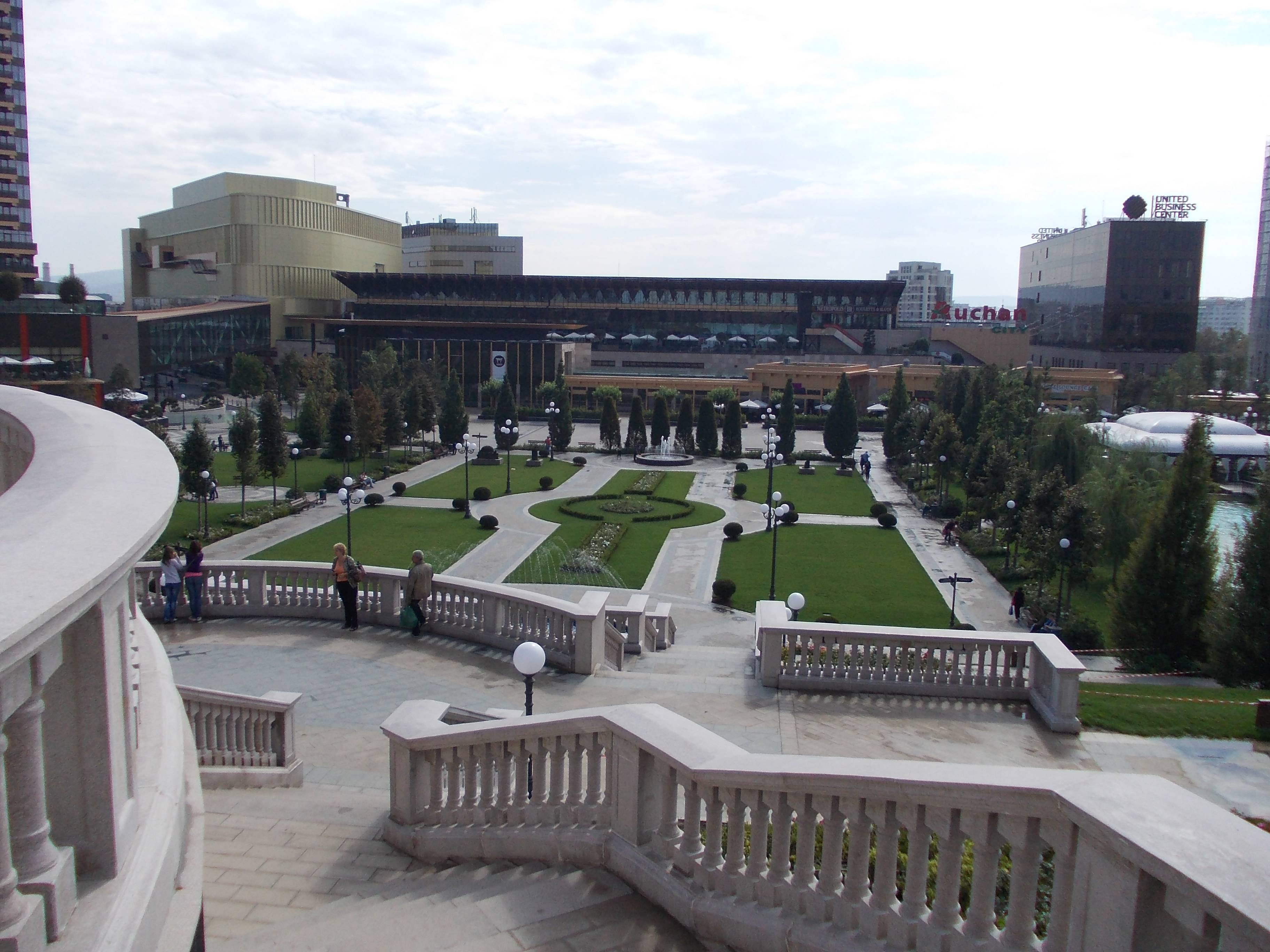
Grădina Palas

United Business Center include 7 clădiri de birouri, cu o suprafață totală închiriabilă de peste 75.000 mp.

## Parc
Parcul este amenajat, pe o suprafață de 50.000 mp, pe locul fostelor grădini ale Curții Domnești din Iași. În parcul ansamblului se pot observa obiecte și clădiri istorice, precum turnul de strajă al Curții Domnești, elemente din lemn, jgheaburi, etc. În parc există un lac artificial, fântâni arteziene, alei de promenadă, cascade artificiale, arbori, arbuști și vegetație amplasată în trepte. În partea centrală a parcului se mai află un foișor, un amfiteatru în partea dreaptă, și un patinoar, vizavi de Auchan.

## Controverse
Proiectul a fost criticat pentru construcțiile din jurul clădirii Palatului Culturii și pentru schimbarea statutului terenurilor. Instantele din Iași, Oradea si București au declarat nulă, asocierea dintre Consiliul local Iași cu Iulius Group, precum și trecerea terenului din patrimoniul public al orașului în cel privat.